# Volo Interflug 1107
Il volo Interflug 1107 era un volo operato dall'Interflug, la compagnia aerea di bandiera della Repubblica Democratica Tedesca, da Stoccarda, Germania Ovest, a Lipsia, Germania Est. Il 1º settembre 1975 il Tupolev Tu-134 che operava il volo si schiantò durante l'avvicinamento a Lipsia, uccidendo 27 dei 34 passeggeri e membri dell'equipaggio a bordo.

## L'incidente
Il Tupolev passò sotto la guida del controllo del traffico aereo utilizzando un radar di avvicinamento di precisione. Nonostante ciò i piloti permisero al loro aereo di scendere troppo velocemente e non riuscirono a controllare quale fosse l'altezza di decisione per l'aeroporto di Lipsia. Il Tu-134 colpì un'antenna radio a soli due o tre metri sopra la base e si schiantò al suolo. Tre dei sei membri dell'equipaggio e 24 dei 28 passeggeri morirono nell'incidente. La maggior parte dei passeggeri era in viaggio per visitare la Fiera di Lipsia. I membri dell'equipaggio sopravvissuti e il controllore del radar vennero tutti condannati a pene detentive per le loro responsabilità nell'incidente.